# На богомерзкую, на поганую латину…
На богомерзкую, на поганую латину… (з-рус. «На богомерзкую, на поганую латину, которые папежи хто что в них вымислили в их поганой вере, сказание о том») — анонимная полемика на западнорусском письменном языке конца XVI века, записанная в Супрасльском монастырье. Ныне хранится в Михайловском Златоверхним монастыре.

## Описание
Автор полемики спорит с книгой Петра Скарги «О единстве церкви Божией» (1566 г.). Он перечисляет нововведения 25 римских пап (которых он иногда путает), сравнивая состояние религий в Речь Посполитой, он считает, что только православие оставалось неизменным на протяжении веков. Выступая против «плохой латыни», автор защищает культуру и язык православного населения Речи Посполитой. В источниках использованы произведения римских авторов Плотина и Грациана.